# Johann August Otto Gehler

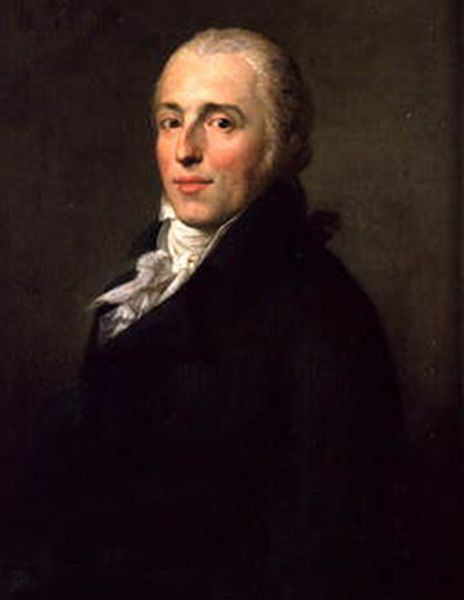
Johann August Otto Gehler im Alter von 44 Jahren, Ölgemälde von A. Graff (1806)

Johann August Otto Gehler (* 16. Juni 1762 in Leipzig; † 11. August 1822 ebenda) war ein deutscher Jurist und Kommunalpolitiker.

## Leben
Johann August Otto entstammte der Görlitzer Familie Gehler. Er war der Sohn des Leipziger Arztes und Universitätsprofessors Johann Carl Gehler (1732–1796) und seiner Ehefrau Christiane Sophie, die aus der Leipziger Gelehrtenfamilie Mencke stammte. Der Leipziger Physiker Johann Samuel Traugott Gehler (1751–1795) war sein Onkel.
Durch Privatlehrer vorbereitet, studierte Johann August Otto Gehler ab 1778 Rechtswissenschaften an den Universitäten in Leipzig und Göttingen, erlangte 1785 den Magisterstatus und wurde im Folgejahr zum Doktor der Rechte promoviert. Juristisch arbeitete Gehler in der Folgezeit am Leipziger Schöppenstuhl, wo er 1803 zum Beisitzer gewählt wurde.
Für die Stadt Leipzig war er in mehreren wichtigen Funktionen tätig, nachdem er 1792 in den Stadtrat gewählt worden war. 1802 wurde er Stadtrichter, 1806 Stadtbaumeister und 1811 Kriminalrichter. In dieser Funktion war er ab 1821 an dem Prozess gegen den Mörder Johann Christian Woyzeck (1780–1824) beteiligt, dessen Hinrichtung er aber nicht mehr erlebte.
Johann August Otto Gehler war sehr kunstinteressiert. Er besaß eine große Sammlung von Handzeichnungen und Radierungen aus der Zeit vom 15. bis zum Beginn des 19. Jahrhunderts, die später über seine Tochter und den Leipziger Kunstverein ins Museum am Augustusplatz kam. Es handelte sich um 1295 Exponate mit einem geschätzten Wert von 3000 Talern. Er selbst hat sich privat bei Adam Friedrich Oeser (1717–1799) und Veit Hanns Schnorr von Carolsfeld (1764–1841) als Maler ausbilden lassen.
1800 wurde Gehler zum Mitglied der Gewandhausdirektion gewählt, wo er fünfzehn Jahre den Posten des Sekretärs bekleidete. Im Stadtrat setzte er sich für ein festes Ensemble des Leipziger Theaters ein, das es bis 1817 nicht gab und entwickelte dafür einen Kostenplan. Als einer von zwei Theaterdeputierten der Stadt begleitete er den Um- und Ausbau des Hauses im gleichen Jahr. 1818 war er Gründungsmitglied der Naturforschenden Gesellschaft.
1791 hatte er Emilie Duvigneau, die Tochter eines Leipziger Kaufmanns und Vorstehers der reformierten Gemeinde, geheiratet. Das Paar bekam eine Tochter, Emilie, die später den Juristen Heinrich Dörrin heiratete. Zwei Monate nach seinem 60. Geburtstag starb Johann August Otto Gehler an einem Schlaganfall.
Für seine Verdienste war er 1811 zum königlich-sächsischen Hofrat ernannt worden.